# Luka Mijaljevic
Luka Mijaljevic, född 9 mars 1991, är en svensk fotbollsspelare.

## Spelarkarriär
Efter att trots att Utsiktens BK åkte ur Superettan 2015 gjort 13 mål på 29 matcher, värvades Mijaljevic av GAIS. Även lokalrivalen ÖIS skall ha visat intresse för anfallaren.
Den 1 februari 2018 värvades Mijaljevic av AFC Eskilstuna, där han skrev på ett tvåårskontrakt. Mijaljevic debuterade den 31 mars 2018 i en 0–0-match mot IK Brage. I matchen råkade Mijaljevic ut för en hälseneskada som höll han borta från spel i 1,5 år. Den 22 september 2019 gjorde Mijaljevic comeback då han gjorde ett inhopp i en 2–1-förlust mot Helsingborgs IF. Efter säsongen 2019 lämnade Mijaljevic klubben.
Säsongen 2020 gjorde Mijaljevic tre mål på fyra matcher för FK Ekipa i Division 6.